# Ендотелій рогівки

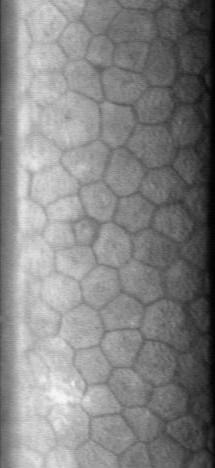
Шар клітин ендотелію рогівки, зображення за допомогою відбивного мікроскопу.

Ендотелій рогівки — моношар спеціалізованих плоских ендотеліальних клітин, що вистилають задню поверхню рогівки і стикаються з вмістом передньої камери ока. Ці клітини мають переважно гексагональну форму і містять підвищену кількість мітохондрій, вони здійснюють транспорт рідини і розчинених речовин, підтримуючи рогівку в слабо дегідрованому стані, необхідному для її прозорості. Площа клітин приблизно однакова; при значному розкиді їх розміру говорять про наявність полімегетизму.

## Ембріологія та анатомія
Рогівковий ендотелій ембріологічно походить із нервового гребеня. Загальна кількість ендотеліальних клітин рогівки після народження (приблизно 300 000 клітин на рогівку) досягається вже у другому триместрі вагітності. Після цього щільність ендотеліальних клітин (але не їх абсолютна кількість) швидко зменшується внаслідок збільшення площі поверхні рогівки під час розвитку плода, досягаючи у дорослої людини кінцевої щільності приблизно 2400–3200 клітин/мм². У сформованій рогівці кількість ендотеліальних клітин зменшується з віком до раннього дорослого періоду, стабілізуючись приблизно у 50 років.

Нормальний Рогівковий ендотелій являє собою один шар клітин рівномірного розміру, переважно шестикутної форми. Така стільникова структура забезпечує найбільш ефективне, з точки зору загальної довжини периметра, розташування клітин на задній поверхні рогівки. Рогівковий ендотелій з'єднаний з іншими структурами рогівки через мембрану Десцемета — безклітинний шар, що складається переважно з Колагену IV.